# Marco Giunio Massimo
Marco Giunio Massimo (in latino: Marcus Iunius Maximus; fl. 286-287) è stato un politico romano di età imperiale, durante il regno di Diocleziano.
Fu per la seconda volta console nel 286; il primo consolato deve essere stato da suffetto (cioè deve essere entrato in carica durante l'anno in sostituzione di un altro console).
Nel 286-287 fu praefectus urbi a Roma; in questa veste ricevette una legge poi conservata nel Codice teodosiano.